# Empire (Luisiana)
Empire é uma Região censo-designada localizada no estado americano de Luisiana, na Paróquia de Plaquemines.

## Demografia
Segundo o censo americano de 2000, a sua população era de 2211 habitantes.

## Geografia
De acordo com o United States Census Bureau tem uma área de
19,9 km², dos quais 13,8 km² cobertos por terra e 6,1 km² cobertos por água. Empire localiza-se a aproximadamente 0 m acima do nível do mar.

## Localidades na vizinhança
O diagrama seguinte representa as localidades num raio de 44 km ao redor de Empire.